# Hodice
Obec Hodice (německy Höditz) se nachází v okrese Jihlava v kraji Vysočina. Žije zde 708 obyvatel.

## Název
Název se vyvíjel od varianty Hodicz (1303, 1358), Hodycz (1398), Hodicz (1446, 1496, 1517), Hoditz (1678, 1718, 1720, 1750, 1751), Hoeditz, Hoditz a Hodice (1846) až k podobám Höditz a Hodice v roce 1872. Název je rodu ženského čísla pomnožného, genitiv Hodic. Místní jméno bylo vytvořeno připojením přípony -ice k osobnímu jménu Hod (zkratka Brzhod či Hodslav) a znamenalo ves lidí Hodových.

## Historie
První písemná zmínka o obci pochází z roku 1303, kdy je zmíněna Jitka z Hodic.
Roku 1967 zde byla zahájena jako první výroba salámu Vysočina, když chtěli vyrobit uherský salám, který by byl ale i navíc tepelně opracovaný. Později se stal velmi oblíbeným a mnoho jiných masokombinátů jej začalo vyrábět a postupně se začal i ochuzovat a zhoršovala se i jeho kvalita. Jediným výrobcem, který dnes vyrábí Vysočinu dle původní receptury, je masokombinát v Hodicích, který ho dává na trh pod obchodním názvem Hodická Vysočina 1967.
Obec Hodice v roce 2011 obdržela ocenění v soutěži Vesnice Vysočiny, konkrétně získala ocenění diplom za zapojení seniorů do veřejného života. Obec Hodice v roce 2012 obdržela ocenění v soutěži Vesnice Vysočiny, konkrétně získala ocenění diplom za společenský život. Obec Hodice v roce 2013 obdržela ocenění v soutěži Vesnice Vysočiny, konkrétně získala ocenění modrý diplom, tj. diplom za vzorné vedení obecní knihovny.

## Přírodní poměry
Hodice leží v okrese Jihlava v Kraji Vysočina. Nachází se 2,5 km jižně od Třeště, 3 km severozápadně od Panenské Rozsíčky, 10 km severně od Telče, 4,5 km severovýchodně od Třeštic, 4 km východně od Růžené a 3,5 km jihovýchodně od Čenkova. Geomorfologicky je oblast součástí Česko-moravské subprovincie, konkrétně Křižanovské vrchoviny a jejího podcelku Brtnická vrchovina, v jejíž rámci leží na rozmezí dvou geomorfologických okrsků Třešťská pahorkatina a Otínská pahorkatina. Průměrná nadmořská výška činí 563 metrů.
Nejvyšší bod, Jelení hora (653 m n. m.), leží východně od obce. Na západním okraji katastru stojí Kratizna (639 m n. m.). Hodicemi protéká Třešťský potok, do něhož se zprava jižně od vsi vlévá bezejmenný potok, přímo v Hodicích pak opět zprava Úzký potok a potok Lísek. Na území obce se rozkládá řada rybníků, na bezejmenném potoce jižně od Hodic stojí soustava tří rybníků – Horní, Střední a Dolní smrčkovské rybníky. Na Úzkém potoce leží Fexáček a Dírský rybník, Na Lísku pak východně od Hodic dvojice rybníků Horní a Dolní Jilmík. Na Třešťském potoce stojí dva velké rybníky Janovský a Hodický. Na pravé straně silnice z Třeště do Hodic proti kapličce rostou dva památné topoly černé, oba měří 28 metrů a jejich stáří bylo roku 2009 odhadováno na 170 let.

## Obyvatelstvo
Podle sčítání 1930 zde žilo ve 125 domech 912 obyvatel. 875 obyvatel se hlásilo k československé národnosti a 2 k německé. Žilo zde 902 římských katolíků, 1 evangelík, 1 příslušník Církve československé husitské a 3 židé.
| Rok            | 1869 | 1880 | 1890 | 1900 | 1910 | 1921 | 1930 | 1950 | 1961 | 1970 | 1980 | 1991 | 2001 | 2011 |
| Počet obyvatel | 541  | 606  | 680  | 733  | 785  | 874  | 912  | 740  | 721  | 715  | 764  | 762  | 773  | 728  |

## Obecní správa a politika

### Zastupitelstvo a starosta, členství ve sdruženích
Obec má devítičlenné zastupitelstvo, v jehož čele stojí starosta Josef Bakaj.
Obec je členem mikroregionů Telčsko a Třešťsko a Místní akční skupiny Mikroregionu Telčsko.
| Období    | Voliči | Účast v % | Mandáty | Výsledky                                                                                        | Starosta    |
| --------- | ------ | --------- | ------- | ----------------------------------------------------------------------------------------------- | ----------- |
| 2002–2006 | 613    | 68,68     | 9       | 3 ODS 2 Hasičské sdruž.nezáv.kand. 2 KDU-ČSL 2 SNK obce Hodice                                  | Josef Bakaj |
| 2006–2010 | 609    | 67,98     | 9       | 4 ODS 2 SNK Evropští demokraté 1 Hasičské sdruž.nezáv.kand. 1 KDU-ČSL 1 SNK OBCE HODICE         | Josef Bakaj |
| 2010–2014 | 607    | 70,51     | 9       | 4 ODS 2 Strana Práv Občanů ZEMANOVCI 1 SNK OBCE HODICE 1 Pro Hodice společně 1 Nezávislé Hodice | Josef Bakaj |
| 2014–2018 | 617    | 62,56     | 9       | 4 ODS 3 MOTO KLUB PRO HODICE 2 HODICE - Náš zájem                                               | Josef Bakaj |

### Znak a vlajka
Právo užívat znak a vlajku bylo obci uděleno rozhodnutím Poslanecké sněmovny Parlamentu České republiky dne 26. dubna 1996.
Znak: V červeném štítě dva zlaté bůvolí rohy. Vlajka: Červený list se dvěma bůvolími rohy z obecního znaku v žerďové části. Poměr šířky k délce listu je 2:3.

## Hospodářství a doprava
V obci sídlí firmy Zemědělské družstvo „Roštýn“, Výroba automatických dveří LEXA & KRUŽÍK, spol. s r.o., NÁKUPNÍ A PRODEJNÍ HOSPODÁŘSKÉ DRUŽSTVO pro Třešť a okolí, Dřezo Hodice s.r.o., Krahulík-MASOZÁVOD Krahulčí, a.s., OD Roštýn, družstvo, SACCULIS s.r.o., NGA Services, spol. s r.o., e-shopping24, s.r.o., CREASY PZ s.r.o., MRAMOR und GRANIT, s.r.o. a GÜHRING s.r.o. Obcí prochází silnice II. třídy č. 406 z Třeště do Telče, komunikace III. třídy č. 4069 do Panenské Rozsíčky a železniční trať č. 227 z Kostelce do Slavonic. Dopravní obslužnost zajišťují dopravci ICOM transport, ČSAD Jindřichův Hradec, Radek Čech - Autobusová doprava, AZ BUS & TIR PRAHA a České dráhy. Autobusy jezdí ve směrech Praha, Jihlava, Třebíč, Telč, Slavonice, Jemnice, Moravské Budějovice, Znojmo, Dačice, Pelhřimov, Jindřichův Hradec, Třeboň, Mrákotín, Bítov, Studená, Třešť a Opatov a vlaky ve směrech Kostelec a Slavonice. Obcí prochází cyklistická trasa č. 5092 z Růžené do Panenské Rozsíčky a zeleně značená turistická trasa.

## Školství, kultura a sport
Mateřská škola v Hodicích byla otevřena v roce 1953, sídlí ve vile na konci vesnice. V roce 2014 měla kapacitu 35 dětí. Základní škola má dvě třídy s 1.–5. ročníkem, tu ve školním roce 2023/2024 navštěvovalo 16 žáků. Na druhý stupeň žáci dojíždějí do základních škol v okolí
Funguje zde místní knihovna, ze spolků jsou zastoupeni myslivci (v roce 2014 měli 14 členů) a SDH Hodice, který byl založen roku 1890 a v roce 2014 měl 41 členů.
Sportu se věnují Moto klub Hodice AČR a TJ Hodice, který se věnuje stolnímu tenisu, cvičení, tenisu, nohejbalu, hokeji a fotbalu. Tým kopané hraje III. třída mužů. Tělovýchovná jednota byla založena roku 1969.
V obci dále funguje Klub seniorů a zapsaný spolek HRAD, který pořádá akce pro rodiny s dětmi.

## Pamětihodnosti
- Boží muka směrem na Třešť
- Krucifix mezi dvěma stromy u hospody.
- Vodní mlýn Janov
- Expozice místní dráhy Kostelec - Slavonice

## Osobnosti
- Jan Lisý (1909–1982), výzkumník

## Galerie

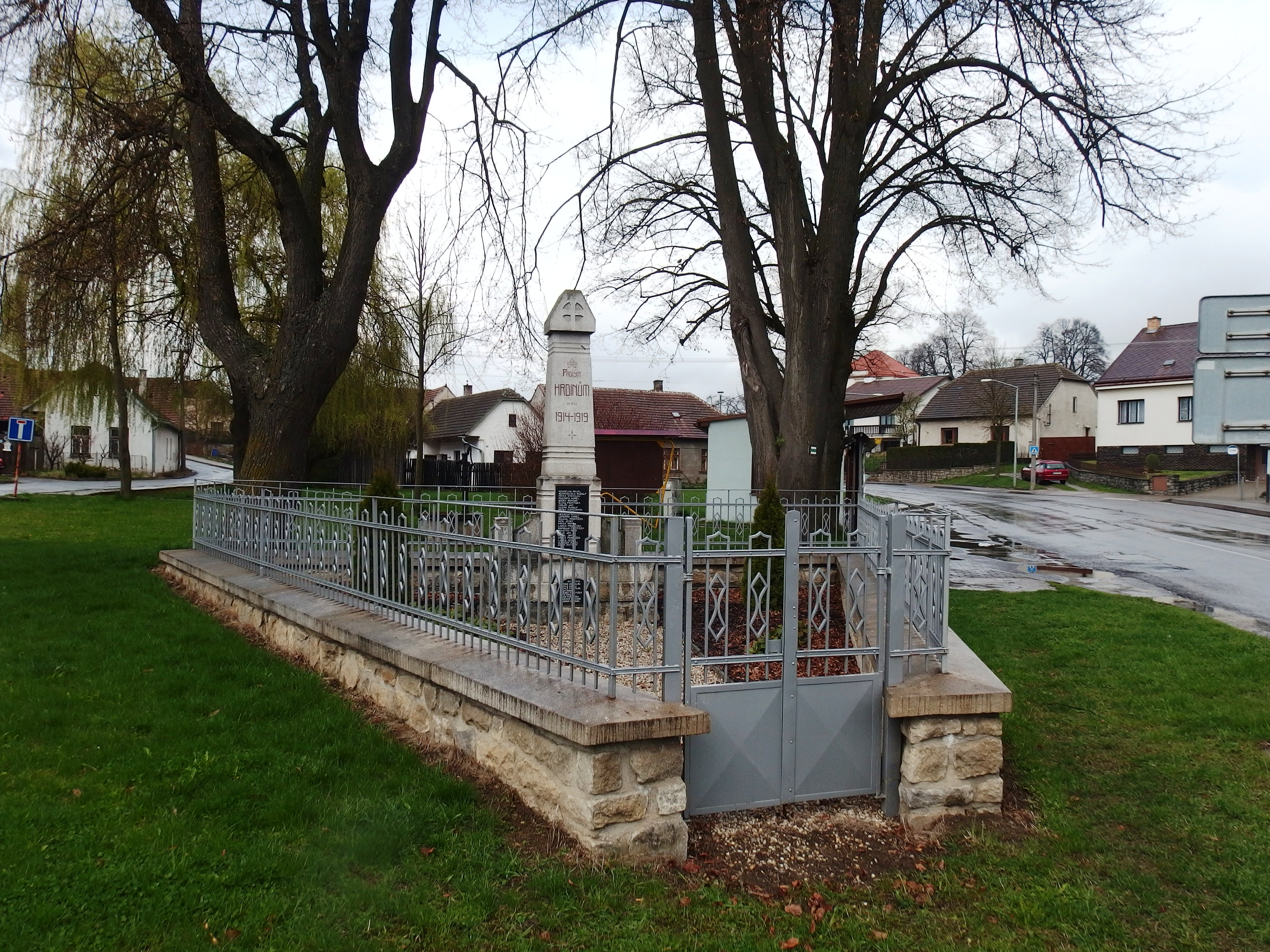
Pomník obětem I. sv. války
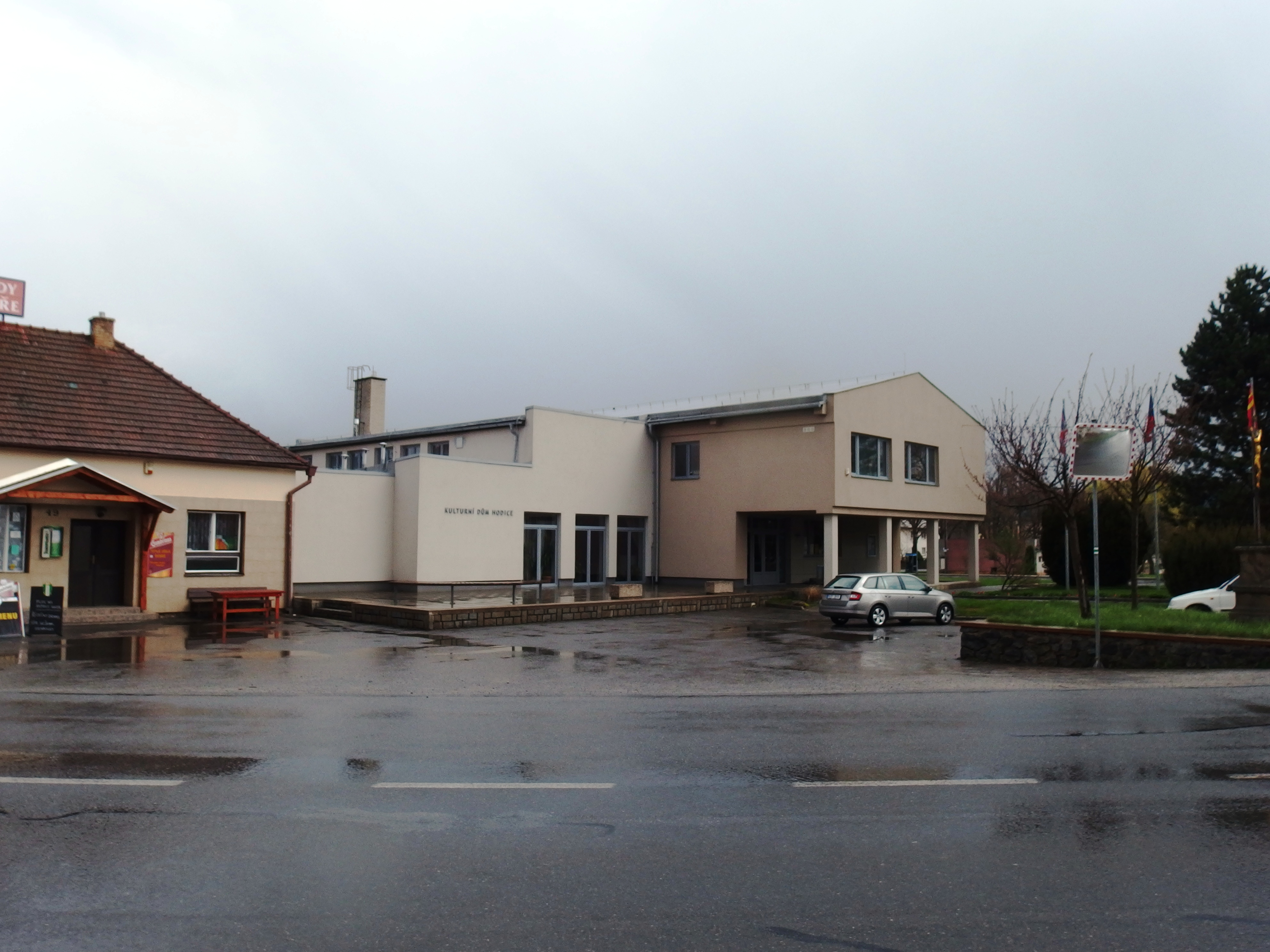
Obecní úřad
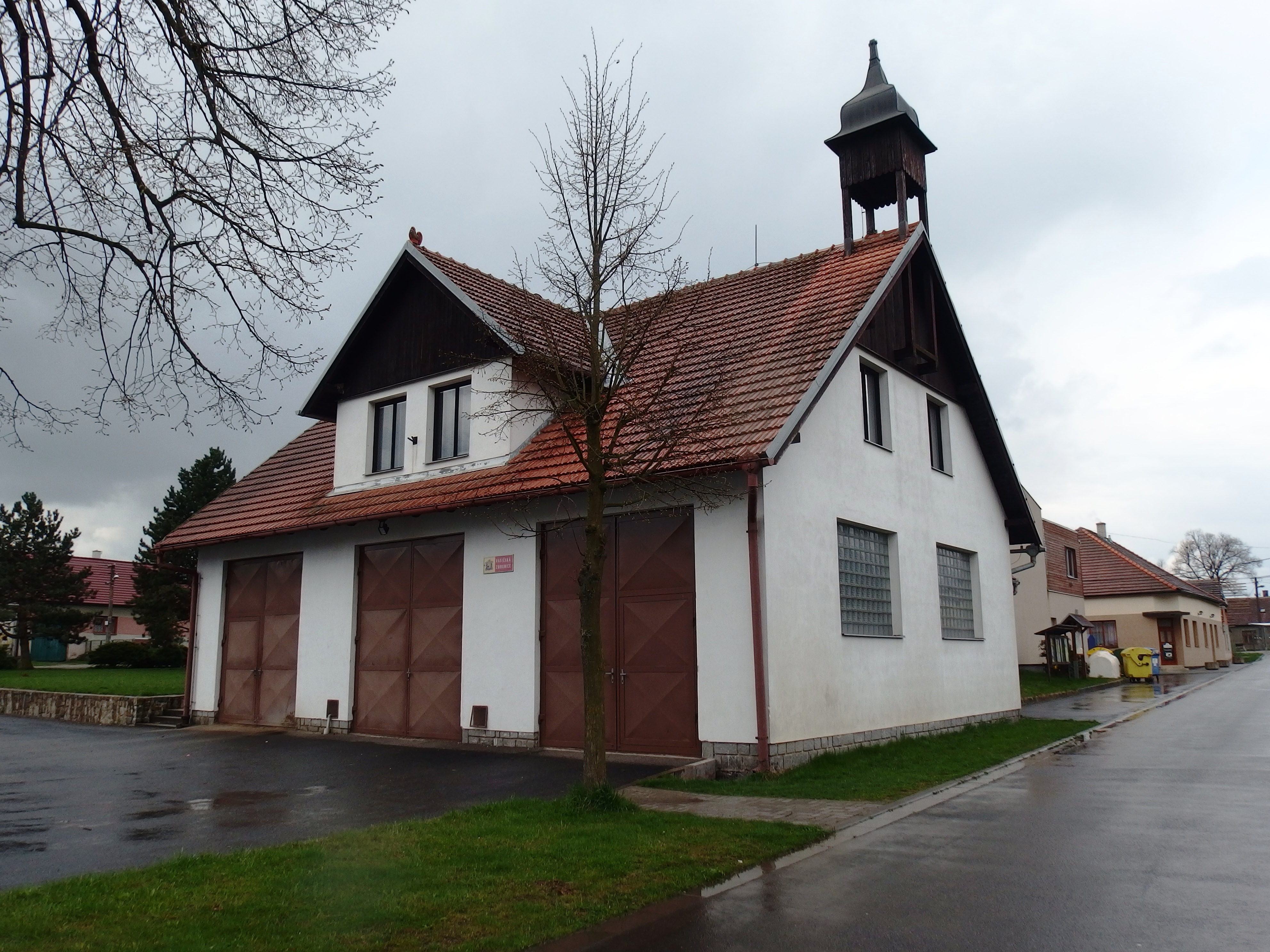
Hasičská zbrojnice
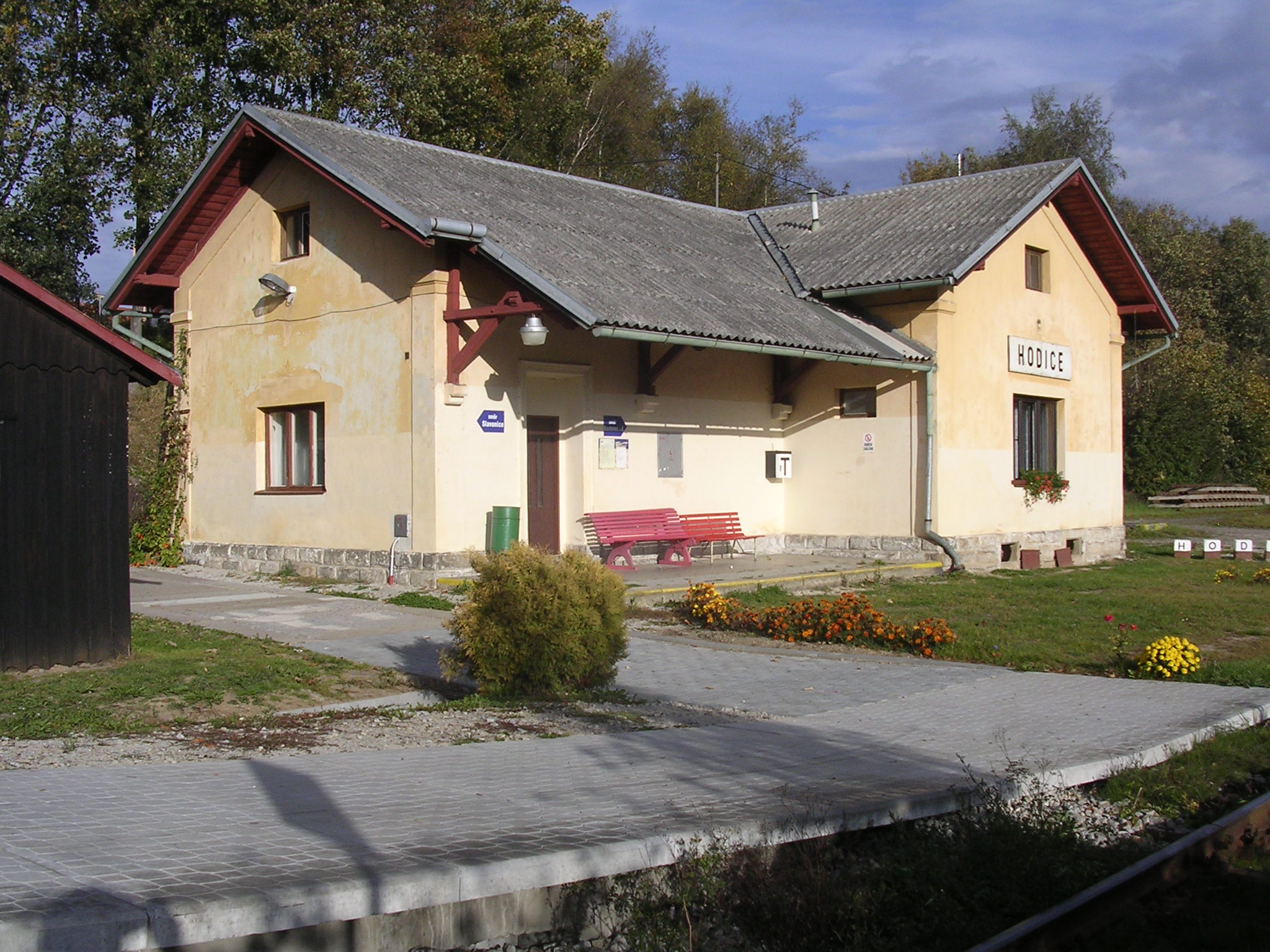
Železniční zastávka